# Constante de Lévy
Ne doit pas être confondu avec Constante de Khintchine.
En mathématiques, la constante de Lévy (quelquefois connue sous le nom de constante de Khintchine-Lévy) apparaît dans une expression concernant le comportement asymptotique des dénominateurs des réduites des développements en fraction continue. En 1935, le mathématicien soviétique Alexandre Khintchine montra que les dénominateurs qn des réduites des développements en fraction continue de presque tous les nombres réels satisfont :
{\displaystyle \lim _{n\to \infty }{q_{n}}^{1/n}=\gamma }
où γ est une constante. Peu après, le mathématicien français Paul Lévy a trouvé une expression explicite de cette constante, à savoir :
{\displaystyle \gamma ={\rm {e}}^{\pi ^{2}/(12\ln 2)}\simeq 3{,}2758\ldots .}
Ce nombre est désormais appelé « constante de Lévy ». Le terme est aussi quelquefois utilisé pour faire référence au logarithme de γ, qui est approximativement égal à 1,18657.